# Кристине Волтер
Кристине Волтер (на немски: Christine Wolter) е германска белетристка, поетеса и преводачка.

## Биография
Кристине Волтер е родена на 30 март 1939 г. в Кьонигсберг (тогава в Източна Прусия), днес Калининград. Завършва романистика в берлинския Хумболтов университет. След 1962 г. работи като редактор в издателство „Ауфбау“. От 1976 г. е писател на свободна практика.

## Творчество
Кристине Волтер публикува пътеписи, романи, разкази и поезия. Основните ѝ творби са: „Моето пътешествие в Италия“ (1973) – скици и портрети; „Как загубих невинността си“ (1976) – разкази; „Юни в Сицилия“ (1977) – роман; „Човекът в сянка или Опити за обичане“ (1979) – роман; „Самотната ветроходка“ (1982) – роман; „Улица на часовете“ (1987) – пътепис; „Стаите на спомена“ (1996) – роман; „Мариане или Безсмъртието“ (2004) – биографичен роман; „Пътница“ (2009) – поезия.
В своите произведения Кристине Волтер излага възгледите си за женското самопознание и еманципацията. Това е тема преди всичко на автобиографичния ѝ роман „Самотната ветроходка“ (1982), екранизиран през (1987) г. Романът има голям успех сред читателите и критиката в двете части на тогава все още разделената Германия. Много от творбите на писателката са свързани с Италия, където тя живее днес в село Албавила, недалеч от Милано.
Кристине Волтер превежда поезия и проза от италиански и румънски. Претворява произведения на Данило Долчи, Михай Еминеску, Томазо Ландолфи, Клаудио Магрис, Габриеле Мучи, Алберто Савинио, Леонардо Шаша. Съставя антологиите „Италианска поезия на XX век“ (1972), „Петдесет новели от италианския Ренесанс“ (1974) и Италиански любовни разкази (1981).